# Salix balfouriana
Salix balfouriana är en videväxtart som beskrevs av Camillo Karl Schneider. Salix balfouriana ingår i släktet viden, och familjen videväxter. Inga underarter finns listade i Catalogue of Life.